# Слабодич, Арнольд Ринатович
Арнольд Ринатович Слабодич (род. 31 августа 1973, Уфа, Башкирская АССР, РСФСР, СССР) — российский футболист, атакующий полузащитник и нападающий, тренер. Сыграл 17 матчей в высшей лиге России.

## Биография
Арнольд Слабодич начал свою карьеру в 16 лет в уфимском «Гастело», в 1991 году забил три гола в двухматчевом противостоянии со «Спартаком» (Москва) в 1/16 финала Кубка СССР. В 1994 году перешёл в клуб высшего дивизиона «КАМАЗ». В первом своём сезоне в «КАМАЗе» он не пробился в основной состав, и, проведя одну игру за основу и одну — за «КАМАЗ»-д, отправился в аренду во владимирское «Торпедо». В сезоне 1995 года сыграл за «КАМАЗ» 16 матчей, забил 1 гол.
С осени 1995 года в течение шести лет выступал за нижнекамский «Нефтехимик», сыграл за него 179 матчей в первенствах страны и забил 40 голов. В 2002 году играл за «Уралмаш». В 2003—2005 году играл за «Сатурн» из Набережных Челнов, в 2004 году стал лучшим бомбардиром своей зоны «Приволжье» Первенства России среди ЛФК с 32 голами.
После окончания карьеры игрока работал с молодёжью в центре подготовки футболистов ФК «КАМАЗ». В 2009—2011 годах входил в тренерский штаб «КАМАЗа», который возглавлял его бывший коллега по команде Роберт Евдокимов. С декабря 2011 года тренерский штаб Евдокимова, Слабодича и Захарчука перешёл на работу в оренбургский «Газовик». В июле 2017 года вслед за Евдокимовым перебрался в казахстанский «Тобол», где вошёл в тренерский штаб команды. С 31 мая 2018 года работал в тренерском штабе Евдокимова в волгоградском «Роторе». В 2019 году непродолжительное время пребывал в тренерских штабах «КАМАЗа» и пермской «Звезды». В октябре 2019 года вошёл в тренерский штаб Евдокимова в «Нижнем Новгороде». В 2021—2022 годах был старшим тренером молодёжной команды в штабе Валерия Бурлаченко. Во время зимнего перерыва сезона 2022/23, после назначения главным тренером основной команды Артёма Горлова, продолжил работу в тренерском штабе клуба. После присуждения технического поражения в матче с «Торпедо» из-за участия в матче дисквалифицированного Ярослава Михайлова, появилась информация, что отвечавший за карточки Слабодич покинет клуб и уже не работает с командой. В тренерском штабе нового главного тренера Сергея Юрана, представленного последним 5 апреля 2023 года, его не оказалось. 11 апреля 2023 года пополнил тренерский штаб «КАМАЗа». В июне 2023 года, после истечения срока трудового соглашения, покинул «КАМАЗ».